# ワールドアドバンスド大戦略 〜鋼鉄の戦風〜
『ワールドアドバンスド大戦略 〜鋼鉄の戦風〜』（ワールドアドバンスドだいせんりゃく こうてつのせんぷう）は、1995年9月22日に日本のセガから発売されたセガサターン用戦略シミュレーションゲーム。北米では『Iron Storm』のタイトルで発売された。
システムソフトによる『大戦略シリーズ』のセガハード用作品としては第3作目となる。メガドライブ用ソフト『アドバンスド大戦略 －ドイツ電撃作戦－』（1991年）の直系の後継作品であり、第二次世界大戦を舞台としている。3Dグラフィックによる戦闘シーンなどが特徴。開発はセガ第7研究開発部が行い、プロデューサーはメガCD用ソフト『ソニック・ザ・ヘッジホッグCD』（1993年）を手掛けた押谷眞、企画および原案はメガドライブ用ソフト『時の継承者 ファンタシースターIII』（1990年）を手掛けた佐伯広人が担当している。ゲーム誌『ファミコン通信』の「クロスレビュー」ではゴールド殿堂を獲得した。
本項では追加シナリオとして後に発売された『ワールドアドバンスド大戦略〜作戦ファイル〜』（ワールドアドバンスドだいせんりゃく さくせんファイル）についても記載する。

## ゲーム内容

### システム
本作品は、他のアドバンスド大戦略シリーズとは異なる以下の特色がある。
- キャンペーンモードにおいてドイツ軍以外の陣営も担当できること（後述）
- 3Dグラフィックスによる兵器の描写
- 「首都」の概念がなく、その代わり各勢力ごとに「司令部ユニット」が存在していること
- 「変形」概念の導入
- 特定のマップ開始時に増援部隊が得られること

第二次世界大戦を舞台にする等の基本的な設定やシステムはメガドライブ版と同様であるが、プレイヤーはドイツ軍のほか、大日本帝国軍およびアメリカ合衆国軍をも担当できるようになっていることが最大の特徴である。加えて、メガドライブ版での難易度が高すぎるという声に対し、ユニット（兵器）の簡略化、難易度とプレイヤー負担の引き下げが図られている。
また、ハード性能向上によりコンピューター側思考時間の大幅な短縮が成され、本作品から3Dグラフィックスによって描かれた兵器による戦闘シーン等が使用されている。

### 3Dグラフィックス
3Dグラフィックスによる兵器の描写については、戦闘シーンを中心として完全に3D化された兵器による戦闘が行われる。各兵器のスペックを参照できる画面では、3D化された兵器を回転拡大縮小してあらゆる角度から見ることが出来るようになっている。
加えてオープニングデモではティーガー、大和およびB-29の3D画像が表示される。
ただし3D画像を表示する設定にしていた場合、戦闘ごとにCDの読み込み処理を行うため時間がかかり、ゲームのテンポは非常に悪くなる（設定で自軍ターン時のみ3D表示にするという緩和措置はある）。

### 司令部ユニット
「司令部ユニット」の概念については、「首都」のそれよりもプレイヤーの戦略を正攻法に近いものとさせている。それは、「首都」概念を持つ他のアドバンスド大戦略では遷都（敵軍に迫られた或いは占拠された場合、首都が後背都市へ移動する）をさせずに短期決戦を仕掛ける奇策として遷都対象都市への歩兵単独占領行動がしばしば用いられることに対し、本作品の「司令部ユニット」は反撃する上に多くの護衛ユニットを従えていることから歩兵単独攻略はほぼ不可能であるため、プレイヤーは一つずつ丁寧に「司令部ユニット」を撃破していく必要があることに由来する。
また、首都が1つしか無い場合は、敵軍を殲滅しない限り歩兵を司令部に近づけるのは事実上不可能であり、かつ、そうしないと占領できないことに対し、司令部ユニットへは爆撃機の集中投入による奇襲や艦砲射撃、戦車の砲撃、それらの複合でも撃破できるため、戦術に大きな幅を持たせている。ただし、システムとしては一つの「司令部ユニット」を撃破するとその隷下のユニットは全滅することになっているため、ゲームの難易度を低くしている。

### 変形
「変形」概念については、ユニットの簡略化とゲームの難易度の低下に大幅に寄与している。これは自動車化歩兵や各種牽引砲等が輸送車（トラック）に、空挺兵が輸送機に搭載された状態に「変形」できるというもの（その逆も然り）であり、これにより輸送用ユニットを手駒に抱える必要がなくなった。また、搭載物を降ろした後はただの的にしか過ぎない輸送用ユニットを歩兵や牽引砲に「変形」させることができることは、それらの防衛に余計なユニットを充てる必要がない（もちろん輸送中は護衛が必要）ということでもあり、輸送ユニットの搭載量に悩む必要もないことから、プレイヤーの負担を低減させることに貢献している。さらに、対象ユニットは移動後に「変形」することが可能となっている。
保有出来るユニット数は陸・空それぞれ32、海8の合計72ユニットで、この中から各マップごとに決まった数（最大63ユニット+司令部1ユニット）を出撃させる。
特定のマップでは増援部隊が出現するが、マップが終了すると自軍からは離れてしまう。
名前のついた艦船（空母や戦艦）は増援として出現するのみで自軍部隊で所有する事は出来ず、撃沈されてしまうと以降のマップでは二度と出現しない。
航空ユニットの移動力が最高速度ではなく航続距離を反映しており、ジェット機やロケット機よりレシプロ機の方が大きく動ける。
プレイ可能な3ヶ国の兵器のほか、イギリス、ソ連、フランス、オランダ（フォッカーD XXIとエバンエマール要塞（実際はベルギー）のみ）の兵器と補給車など各国共通のユニットが登場する。また、イタリアとフランスの戦艦がドイツ軍の増援として出現するマップがある。
キャンペーンモードは3陣営合計54マップ、スタンダードモードはその中から選ばれた10マップである。

## 登場軍隊
上述のとおり、本作品ではプレイヤーはキャンペーンモードにおいて日独米の各陣営を担当することができるようになっている。これにより本作品では第二次世界大戦をドイツ軍の視点以外でプレイが可能となっている。なお、各陣営における特色は以下のとおりである。

### アメリカ合衆国軍
太平洋での珊瑚海海戦から開始される。当初はワイルドキャット等の性能の劣る兵器で零戦等に対抗しなければならないので一見困難に思えるが、初期の作戦は勝利条件が「自国司令部の防衛」なので引き分けであっても次のシナリオに進めるうえ、圧倒的な資金により次々とコストパフォーマンスに優れたユニットを生産できるので、実は全陣営のなかではかなり簡単な方である。T-95重戦車は弾速度が26と圧倒的で、対地防御力75、対装甲攻撃力135とこちらもかなり高い（マウスが22、90、155。隠しユニットを入れるならキョウリュウが陸ユニット最強）。
ニューギニア上陸作戦の結果によって対日戦ルート（サイパン）と対独戦ルート（ノルマンディ）に分岐するが、どちらを選んでもユニットを生産し続ければ物量で押し切ることができる。空中要塞B-29が生産可能になると、相手国の都市を徹底的に爆撃することができるようになり、これによって相手国を生産さえ不可能な状態に追い込むことができる。さらに、このキャンペーンでは、バルジの戦いでも気候が熱帯に設定される（天候が悪くならない）など、米軍に異様に有利な構成となっている。
なお、アメリカ軍ユニットの独自仕様として、軽巡洋艦が主砲として127ミリAA砲を搭載し、対空戦闘力が高い。これは史実における防空巡洋艦を反映したものと思われる。
これらのことから、難易度は本作品の中では初級者向けである。

### ドイツ軍
フランス攻略戦から開始され、バトル・オブ・ブリテン、独ソ戦と急ぎ足で展開する。スペイン内戦やポーランド、北欧侵攻のシナリオは存在しない。経験値の少ないユニットでしのぐ必要のある序盤が重要であり、特に2戦目のバトル・オブ・ブリテンに勝利できるか否かがその後の展開を左右する。これに大勝しモスクワも大勝で攻略できればアメリカ本土侵攻作戦（架空戦ルート）となる。
序盤においては陸上ユニットは他国に比べて貧弱なので、爆撃機による電撃作戦をいかに成功させるかが勝利の鍵となっている。しかし大戦末期になるとMe262や駆逐戦車パンターといったこの作品では無敵のユニットを（それまでの展開にもよるが）大量に保有可能となるので、史実ルートに進んだとしても米ソ連合軍を圧倒する展開となる。架空戦ルートでは対空防御力80、対空攻撃力160の高性能機Ta183が使用可能になる（震電改も80、160、フライングラムが65、160。隠しユニットを入れるならハウニブが航空ユニット最強）。
ドイツ軍の兵器は他陣営と比較しても圧倒的に強力（特に大戦末期）であるため、難易度は本作品の中では中級者向けである。

### 大日本帝国軍
ノモンハン事件から開始され、その後対米戦に突入する。初期の海軍の強さは圧倒的であり、特に零戦21型の能力は、爆撃機以上の絶大な航続力と米軍機に圧倒的勝利を得られるほどの戦闘力を持つため、かなり強力である。これで制空権を確保し、高い性能と長い航続距離を持つ爆撃機・艦載攻撃機で敵地上部隊を叩く。戦闘車両は見るも無残だが、歩兵・野砲は強く占領と防衛には十分。特に88mm対空砲はドイツ戦車にも立ち向かえる。海戦マップで登場する空母の数も多く、慎重にシナリオをこなしていれば、ミッドウェーでも負けないだけの戦力を保持することも可能である。戦艦大和・武蔵は対艦防御力85、対艦攻撃力180で海ユニット最強。ポートモレスビーかミッドウェーで大勝すると架空戦ルートに入り、ハワイ攻略作戦（ミッドウェーの代わり）、インド侵攻作戦、アメリカ西海岸上陸作戦と続く。
しかし、相手国の兵器は進化してどんどん性能を向上するのに対し、日本は兵器開発、特に主力戦闘機がかなり立ち遅れるため徐々に苦しくなる戦闘に加え、貧弱極まりない陸上戦力で攻略せざるを得ない作戦が続くので、後半は極めて厳しい展開となる。また、史実ルートに進んだ場合、初期配置の友軍ユニットが極端に少ない中で、物量にまかせた米軍に翻弄される展開が続くことになる。
なお、日本軍ユニット独自の仕様として、駆逐艦や潜水艦に陸上ユニットが搭載可能。これは史実に於いて行われた「鼠輸送」を反映したものと思われる。
兵器の能力の極端なバランスの悪さにより、本作品では最も難易度の高いシナリオとなっている。
なお、アメリカの対日戦ルートと日本の史実ルートで沖縄で大勝すると日本本土決戦に、日独双方の架空戦ルートでアメリカ本土で大勝するとインドでの日独戦に進む。後者はボードゲーム版『レッドサン ブラッククロス』とシチュエーションが酷似している。

## スタッフ
- 企画、原案：佐伯広人
- ゲーム・デザイン：佐伯広人、日並雅宏、池尻賢一、神子敏康、持田英昭
- テクニカル・ディレクター：庄司卓
- メイン・システムプログラム：脇原一雄
- ゲームシステム・プログラム：百田浩司
- 思考プログラム：城田泉
- 戦闘シーン・プログラム：野村光一
- 表関係プログラム：藤澤靖
- 映像関係プログラム：井上善央
- ツール作成：脇原一雄、百田浩司、城田泉、野村光一、藤澤靖
- デザインチーフ：清宮敦嗣、番重真紀子
- ユニット・デザインチーフ：横川聡
- ユニットデザイン：横川聡、馬立敬一、雲野雅広、原田正道、綿貫透、酒井智史、西村謙太郎
- 映像、CG関係：馬立敬一、大岩幹治
- タイトル・デザイン：酒井智史、馬立敬一
- 音楽監督：澤田朋伯
- SE制作：小畑幹
- BGM制作：新田勝貴
- レコーディング：成田尊、町田直幸、川平真二、柴田文孝
- 宣伝担当：細井貴志、奥成洋輔、竹崎忠、南雲靖士
- パッケージ&マニュアル：田中裕也、飯田直彦、木野聖子
- ソフトアドバイザー：足立誠治
- スペシャル・サンクス：小林宏次、大場規勝、平間広行
- プロデューサー：押谷眞
- エグゼクティブ・プロデューサー：重田守
- 制作協力：PANZER、航空情報、世界の艦船、東洋ビデオ
- CG協力：ポリゴンリサーチ
- オリジナル・ゲーム：システムソフト

## 評価
| 項目 | キャラクタ | 音楽 | お買得度 | 操作性 | 熱中度 | オリジナリティ | 総合 |
| 得点 | 4.4        | 3.9  | 4.0      | 3.8    | 4.4    | 3.9            | 24.3 |

ゲーム誌『ファミコン通信』の「クロスレビュー」において9・9・8・7の合計33点（満40点）でゴールド殿堂を獲得した他、『SATURN FAN』の読者投票による「ゲーム通信簿」での評価は右記の通り24.3点（満30点）とどちらも高評価となった。
『ファミコン通信』の「クロスレビュー」において、レビュアーからはグラフィックや処理スピードに関して称賛する意見が多数挙げられ、サワディ・ノダはサターンのグラフィック能力を見せつけており以前の作品はプレイできない程であると称賛、水ピンは本作を「次世代なグラフィックを従えた正常進化版」であると主張し、処理スピードが格段に速くなっていると称賛、両者とも9点を与えた。イザベラ永野は前作よりも処理スピードが速くなっている事を評価、また戦闘シーンのアニメーションに関して永野は「失神モノのかっこよさ」、忍者増田は「息を飲むくらい美しい」と両者とも絶賛した。一方で敷居の高さを指摘する意見も挙げられ、水ピンはマップの広さやユニット数の多さに関して「ウォーシミュレーション慣れしていない人への配慮には欠ける」、永野は「ビギナー用のアメリカ軍でやっても序盤はけっこうキツイ」と述べ、増田も初心者への配慮が不足しているとしてそれぞれ否定的に評価した。

## ワールドアドバンスド大戦略 〜作戦ファイル〜
『ワールドアドバンスド大戦略 〜作戦ファイル〜』（ワールドアドバンスドだいせんりゃく さくせんファイル）は、1996年3月15日に日本のセガから発売されたセガサターン用戦略シミュレーションゲーム。
同社による『ワールドアドバンスド大戦略 〜鋼鉄の戦風〜』の追加マップ・シナリオ集。システム等は前作そのままで若干の改良が行われた他、ソ連軍のキャンペーンが追加されている。開発はセガ第一CS研究開発部が行い、プロデューサーは『リグロードサーガ2』（1996年）を手掛けた大場規勝、企画および原案は前作にてゲームデザインを手掛けた神子敏康、音楽は前作に引き続き新田勝貴が担当している。ゲーム誌『ファミ通』の「クロスレビュー」ではシルバー殿堂を獲得した。

### ゲーム内容

#### システム
- シングルマップ
初心者向けのビギナー、上級向けのエキスパート、多人数対戦向けのマルチプレイヤーズ、更なる上級者向けのネクストレベルに分かれ、計74マップがある。大戦略シリーズ定番マップの「アイランドキャンペーン」を始めとする歴代大戦略や前作キャンペーン、本作ソビエトキャンペーンから選ばれている。
- ソビエトキャンペーン
キエフ大包囲戦からベルリン陥落までプレイする。雪が降り続け、すぐに一面の雪原と化して進軍を阻むが、このキャンペーンのみ引き分けでも次のマップに進める。更に戦闘機の対空性能の弱さ故に制空権を確保しにくいが、悪天候時は航空機は地上攻撃ができないため構わず地上ユニットを進められると、悪天候も味方に付けられる。進化・改良したら性能低下したなどということがあるが、最終進化の重戦車は強力無比。またカチューシャなど安いわりに使いやすいユニットも多いため、史実に近い物量で押し切る戦術も可能。ただし自走高射砲のIAG-10AAが生産出来ず、改良等で得ることも出来ない。ハリコフから登場するティーガー、クルスクから登場するパンターは非常に強く、訓練値が高いKV-IやT-34で山などに立て篭もってようやく五分である。ミンスク東でJS-IIやJSU-122に進化できるか否かで難易度が大きく変わる。
- 仮想キャンペーン
架空のパラド大陸における大戦で、パラセラ共和国を率いて勝ち抜く。パラセラ共和国の生産タイプはドイツ、アメリカ、日本、ソビエト、イギリスの5種から選択でき、生産できるユニットの他、敵国の戦力も変化する。またマップの選択により、敵側各国の攻略順が変わる。
マップは計8マップと短めで進化・改良も早めだが、攻略順により、自軍のみ・援軍あり、西側から攻める・北側から攻める等状況が変わるため、総計34パターンある。基本的にすべて陸戦侵攻マップである。また援軍は陸戦兵器主体で、空戦兵器は少ない。
敵国はグレージャー帝国（ドイツタイプ）、ハポナ帝国（日本タイプ）、アユメイラ共和国（アメリカタイプ）、ロットジア共和国（ソビエトタイプ）、ブラーデン王国（イギリスタイプ）となっており、攻略が遅くなると、その分相手国の兵器も進化する。
  - ドイツタイプ
各種自走砲や速くて強いヤークトパンター等使い勝手も良い最強クラスユニットが揃い、機動性の高い戦術が可能。ただし敵国がかなり強化される他、航空機の足の短さに悩まされることになる。前作同様ティーガー、パンターが出る前の陸軍は少し頼りない。
  - 日本タイプ
史実より遥かに主力戦闘機の展開・進化が早いので楽だが、戦闘車両が貧弱なため陸上での侵攻戦ばかりのこのキャンペーンでは苦戦を強いられる。駆逐艦が生産可能だが、海に面することは多いものの海戦ユニット展開可能なマップが少ないため、メリットは少ない。敵国が強く設定されるため、援軍の弱さもあり厳しい。
  - アメリカタイプ
やはりコストパフォーマンスに優れるが、他国の進化が早いので前作程の圧倒性は無い。しかし中盤で最強クラス戦闘機のフライングラムが使用可能となるため、そこからの制空権確保は非常に楽。駆逐艦が生産可能。
  - ソビエトタイプ
陸戦ユニットと野砲はかなり強力だが、空軍が弱い。戦闘機を使い潰しながら戦車で押す戦法になる。陸戦侵攻マップが多いので、戦車の性能を遺憾なく発揮できる他、援軍もアテになる。相変わらず進化・改良すると弱くなることがあるため、タイミング等を考えて進化・改良する必要がある。敵国は弱め。
  - イギリスタイプ
最初こそユニットが弱い（特に固いだけが取り得の歩兵戦車と、早いだけが取り得の快速戦車しかない陸戦部門）ものの、後期になるとスピット.XIV等かなり強力になる。ただし歩兵が最弱であるため、占領が進まない。また戦車も弾速度22、対地防御力35、対装甲攻撃力105のファイアフライが最強である。敵国は弱い。

#### その他変更点
- 前作で省略不可だった爆撃機の爆撃時アニメーションが省略可能に。
- アメリカ軍等に若干のユニット追加（日本軍と対等条件で戦闘するシナリオなどのため）。
- FST（自軍ターン時のみアニメーション、敵軍時は省略）が裏技を使わなくても選択可。
- ソ連兵器が前作に比べパワーアップした（JS戦車の弾速度が18から21になったり、対装甲攻撃力が115から125になったりなど）。
- キャンペーンの数が少ないからか、訓練値と経験値が溜まり易くなっている。
- 索敵ON状態での敵思考時間が短くなっている。
- ソ連、フィンランド、パラセラ（本作オリジナル国）の3ヶ国にBGMが追加された。

### スタッフ
- 企画、原案：神子敏康
- ゲーム・デザイン：日並雅宏、神子敏康、寺田貴治
- ロシアン・キャンペーン担当：寺田貴治
- CENOZOICキャンペーン担当：餅田英昭
- データ編集：日並雅宏、神子敏康、寺田貴治、持田英昭
- スタンダードマップ編集：日並雅宏
- テクニカル・ディレクター：李康浩
- システム・プログラム、メイン・プログラム：脇原一雄
- 思考プログラム：城田泉
- 戦闘シーン・プログラム：野村光一
- 表関係プログラム：藤澤靖
- デザイン・チーフ：田中江
- デザイン・リーダー：横川聡
- 3Dポリゴンユニット作成：中村哲也
- 全体図、勢力図作成：番重真紀子
- 音楽監督：澤田朋伯
- BGM制作：新田勝貴
- SE制作：小畑幹
- 宣伝担当：竹崎忠、南雲靖士、細井貴志、奥成洋輔
- パッケージ&マニュアル：田中裕也、飯田直彦
- スペシャル・サンクス：押谷眞、小林宏次、清宮敦嗣、百田浩司、池尻賢一、馬立敬一、大岩幹治、酒井智史
- プロデューサー：大場規勝
- 制作協力：PANZER、航空情報、世界の艦船、東洋ビデオ
- オリジナル・ゲーム：システムソフト

### 評価
| 項目 | キャラクタ | 音楽 | お買得度 | 操作性 | 熱中度 | オリジナリティ | 総合 |
| 得点 | 3.9        | 3.8  | 4.5      | 3.8    | 4.0    | 3.5            | 23.3 |

ゲーム誌『ファミコン通信』の「クロスレビュー」において合計30点（満40点）でシルバー殿堂を獲得した他、『SATURN FAN』の読者投票による「ゲーム通信簿」での評価は右記の通り23.3点（満30点）とどちらも高評価となった。